# 第三北品川病院
第三北品川病院（だいさんきたしながわびょういん、英語: kita shinagawa 3rd.hospital）は、東京都品川区北品川に在所する東京都指定二次救急病院である。1961年に設置された。

## 診療科
以下の診療科がある。
- 内科
- 外科・消化器科
- 整形外科
- 形成外科
- 脳神経外科
- リハビリテーション科

## 交通機関
- 京浜急行本線 北品川駅 下車徒歩2分。